# Turanogryllus rufoniger
Turanogryllus rufoniger är en insektsart som först beskrevs av Lucien Chopard 1925.  Turanogryllus rufoniger ingår i släktet Turanogryllus och familjen syrsor. Inga underarter finns listade i Catalogue of Life.